# Металодея
Металодея (Metuloidea) — рід грибів родини Meruliaceae. Назва вперше опублікована 1965 року.

## Поширення та середовище існування
В Україні зростає металодея мурашкинського (Metuloidea murashkinskyi).

## Класифікація
Згідно з базою MycoBank до роду Metuloidea відносять 5 офіційно визнаних видів:
- Metuloidea cinnamomea
- Metuloidea fragrans
- Metuloidea murashkinskyi
- Metuloidea rhinocephala
- Metuloidea tawa